# Marguerite Boucicaut
Pour les articles homonymes, voir Boucicaut.
Marguerite Boucicaut née Guérin est une femme d’affaires et bienfaitrice française, née le 3 janvier 1816 à Verjux (Saône-et-Loire) et morte le 8 décembre 1887 à Cannes. Elle a participé à la création et à la prospérité du premier grand magasin, Au Bon Marché, à Paris aux côtés de son mari Aristide Boucicaut et, à sa suite, a montré des préoccupations sociales et humanitaires. Elle a légué à sa mort son immense fortune à des œuvres de bienfaisance tout en assurant la pérennité du premier grand magasin parisien et en gratifiant ses employés.

## Biographie
Marguerite Guérin est née le 3 janvier 1816 au Mont, petit hameau de Verjux en Saône-et-Loire. De père inconnu, elle porte le nom de sa mère Pierrette Guérin, âgée de 29 ans à la naissance de l'enfant. Gardienne d'oies et illettrée selon la tradition orale, elle vit avec sa mère dans une masure de Verjux, petit village bourguignon au bord de la Saône, au nord de Chalon-sur-Saône : pour préciser le contexte de cette campagne profonde, signalons qu'autour de 1850, dans le bourg voisin de Gergy, environ 30 % des hommes et 60 % des femmes n'ont pas été en mesure de signer leur acte de mariage.
Le 6 mars 1827, Marguerite et sa mère se retrouvent sans ressource lorsque le conseil municipal de Verjux abolit la tenue des oies en pâturage et oblige l’élevage en enclos faisant alors disparaitre le métier de gardienne d’oie. Pierrette Guérin, prend alors la décision d’offrir un meilleur avenir à sa fille et la fait rejoindre son oncle porteur d’eau à Paris.
Arrivée à Paris à l’âge de 12 ans en 1828, Marguerite accompagne un de ses oncles à Paris et devient apprentie blanchisseuse dans le quartier de la rue du Bac, dans le 7e arrondissement où s’élèvera après en 1838 le Bon Marché créé par les frères Videau. Quelques années plus tard, elle a appris à lire et à écrire et, révélant son esprit d'entreprise, tient à son compte une crémerie-gargote, un « bouillon » dit-on alors, qui sert un plat du jour aux ouvriers et employés du quartier : elle rencontre alors vers 1835-1836 Aristide Boucicaut, un Normand, provincial monté à Paris comme elle dans les années 1830 : il est alors vendeur au rayon châles du Petit Saint-Thomas, première préfiguration du grand magasin parisien, créé en 1830 par Simon Mannoury. Les parents d'Aristide s'opposent à son mariage avec une fille déclassée, ce qui conduit le couple à vivre en concubinage : ils se marient finalement le 5 octobre 1848. Un fils, Anthony-Aristide, appelé parfois Antoine, est né entre-temps en 1839 qu'Aristide a reconnu en 1845.
Cette même année, la fermeture du Petit Saint-Thomas laisse Aristide qui était devenu chef de rayon, sans emploi : il rencontre alors les frères Videau, qui tiennent dans le même quartier, à l’angle de la rue de Sèvres et de la rue du Bac, leur mercerie nommée « Au Bon Marché » créée en 1838. Il y est embauché et séduit ses employeurs en partageant avec eux le goût du commerce moderne avec entrée libre, affichage des prix, faible marge bénéficiaire, vente par correspondance, soldes..., et en 1852 une association est décidée entre eux. Le 1er juin 1853 une nouvelle société est constituée : la SNC « Videau frères et Aristide Boucicaut » dont l'objet est « l’exploitation de la maison de nouveautés  Au Bon Marché – Adresse : 22-24 rue de Sèvres au capital de 441 120 francs » avec pour principe de fonctionnement le réinvestissement de tous les bénéfices dans l'affaire.
Soutenu par sa femme Marguerite, Aristide Boucicaut se montre entrepreneur et novateur et ambitionne de créer un vaste magasin moderne où tout doit favoriser la consommation féminine : les marchandises à profusion doivent faire le « bonheur des dames ». L'idée d'un vaste lieu multipliant les tentations d'achat lui serait venue à l'occasion de sa visite de l’Exposition universelle de 1855 où il s’était perdu au milieu des stands. C'est une étape importante vers une société de consommation et la création du cliché de la Parisienne élégante. Aristide et Marguerite Boucicaut inventent le commerce moderne. La prospérité est au rendez-vous et le magasin se développe considérablement. Le 31 janvier 1863 Aristide Boucicaut rachète les parts de ses associés grâce à un prêt d'un million et demi de francs de son ami Henri Maillard, un pâtissier né à Mortagne-au-Perche non loin du pays natal d'Aristide Boucicaut et qui a fait fortune aux États-Unis. La transformation et l'extension du Bon Marché se poursuivent avec d'importantes acquisitions foncières : le chiffre d'affaires est alors de 21 millions.

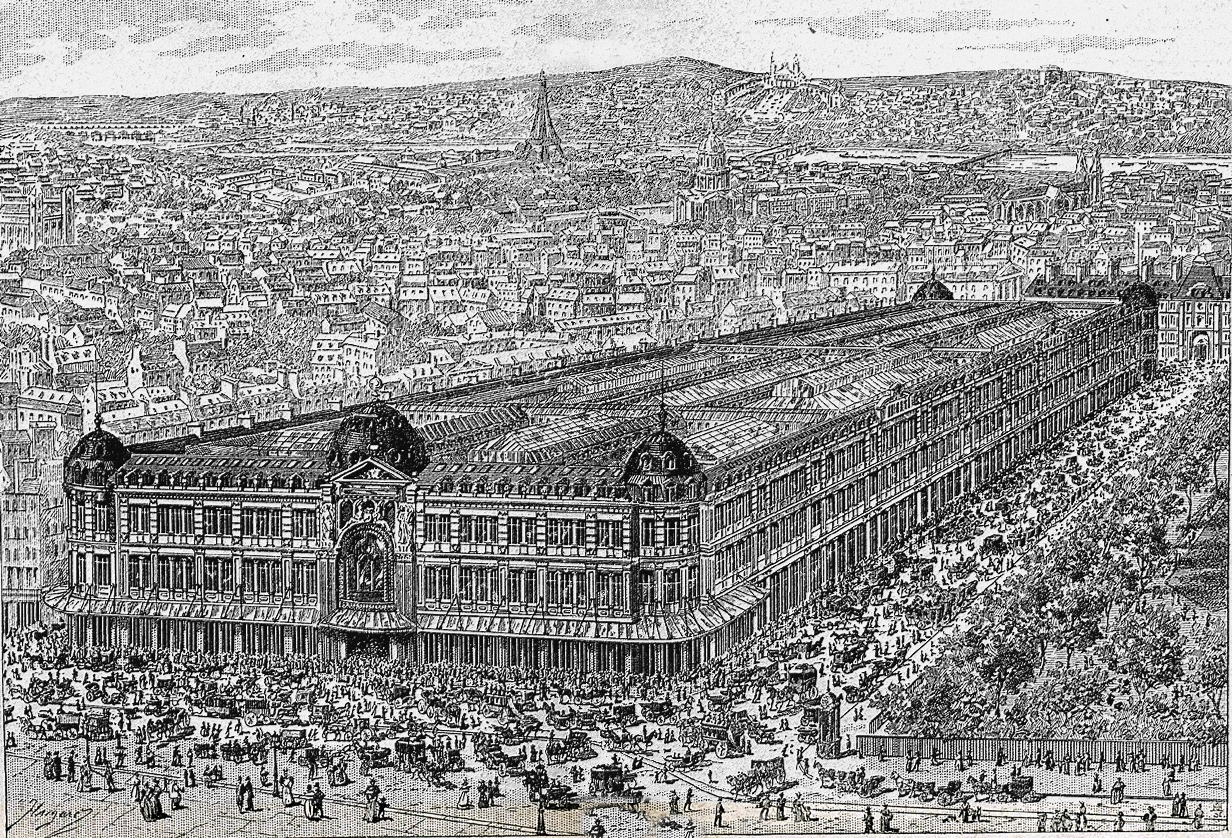
Le grand magasin Au Bon Marché achevé en 1887.

En 1869, le couple Boucicaut entreprend des premiers travaux, dont la première pierre est posée par Marguerite Boucicaut le 9 septembre 1869 avec l'architecte Alexandre Laplanche, qui réalisera une imposante entrée sur la rue de Sèvres. À partir de 1872, le couple engage une famille d'architectes Louis-Auguste et Louis-Charles Boileau secondés par les ingénieurs Armand Moisant et Gustave Eiffel pour la construction des bâtiments qui existent encore aujourd’hui. Retardés par la guerre de 1870, les travaux se réaliseront jusqu'en 1887 par tranches successives en même temps que se multiplieront les acquisitions foncières : la surface finale du magasin atteindra 52 800 m2. La maison Boucicaut continue à développer une stratégie commerciale innovante et fait preuve aussi de préoccupations sociales inspirées par le socialisme chrétien de Lamennais. Le fils Anthony-Aristide est associé à la direction du grand magasin le nom de l'entreprise devenant « MM. A. Boucicaut et fils ». Le chiffre d'affaires s'accroît de manière très importante au fil des années : sept millions en 1862, vingt et un en 1869, en 1877 le Bon Marché réalise 72 millions de chiffre d'affaires et emploie 1 788 personnes.
À la mort d'Aristide Boucicaut survenue brutalement le 26 décembre 1877, inhumé trois jours plus tard au cimetière du Montparnasse, son fils, gravement malade depuis quelque temps déjà, assure la direction du Bon Marché mais ne lui survit guère : il meurt d'une longue « maladie de poitrine » le 18 octobre 1879 sans avoir d'enfant. Marguerite Boucicaut, veuve et sans descendant, dirige ensuite l'entreprise avec l'assistance des anciens collaborateurs de son mari. Est créée alors en janvier 1880 la société « Veuve Boucicaut et Compagnie » transformée en 1886 en « Société civile du Bon Marché » : les statuts associent Marguerite Boucicaut et l'encadrement du magasin ; les actions sont réservés aux seuls employés de la maison ce qui assure la pérennité du Bon Marché. Le rôle de Me Claude-Jules Plassard, président du conseil d'administration du magasin, a été déterminant à ses côtés : désigné comme gérant à vie par le testament de Mme Boucicaut, il se retire néanmoins de son poste et des affaires en 1893,.
Le 8 décembre 1887 Marguerite Boucicaut qui souffre de difficultés cardiaques meurt subitement à 1 h du matin dans sa villa de Cannes (la villa Soligny que les époux Boucicaut ont fait construire) où elle est à peine arrivée. Son corps est embaumé et transporté à Paris en wagon spécial : il est exposé à son domicile, un hôtel particulier construit en 1882 au 115 rue du Bac, où une grande foule vient se recueillir. Les funérailles qui ont lieu le 12 décembre 1887 sont impressionnantes : des milliers de personnes accompagnent le corbillard à l'église Saint-Thomas-d'Aquin puis après l'office au cimetière du Montparnasse où a lieu l'inhumation près de son mari Aristide et de leur fils Anthony. Leur sépulture (18e section du cimetière du Montparnasse) est entretenue par l’Assistance publique.
Mme Boucicaut, n'ayant pas de proche héritier, lègue par testament sa fortune évaluée à plus de cent millions à de très nombreuses œuvres sociales ainsi qu'aux employés de la grande famille du Bon Marché.

## Portraits
Le journal Le Gaulois la décrit ainsi à la fin de sa vie : « Mme Boucicaut était de taille au-dessous de la moyenne et très forte. Sa figure, bonne et souriante, reflétait son âme. Ses soixante-douze ans ne lui avaient pas enlevé le charme singulier de son regard doux et bienveillant. »
Portraits de Marguerite Boucicaut :
- un portrait peint en 1852 et en 1875 Portrait de Mme Boucicaut par William Bouguereau (Salon of 1876, No. 241 ; Exposition universelle of 1878, No. 98; Exposition des portraits du siècle à l'École des beaux-arts, 1883) ;
- une statue en marbre réalisée en 1914 par Jean-Paul Moreau-Vauthier représente Mme Boucicaut et la baronne Clara de Hirsch, square Boucicaut, à côté du Bon Marché ;
- un buste statufié de Fontenay-aux-Roses, maison de retraite Boucicaut, artiste inconnu ;
- un buste de l’hôpital Boucicaut réalisé dans les dernières années de Mme Boucicaut par le statuaire Henri Chapu.

## Bienfaisance
Par son testament du 16 décembre 1886, Madame Boucicaut désigne l'Assistance publique des hôpitaux de Paris comme légataire universelle, chargée d’exécuter ses volontés testamentaires. Elle prévoit de nombreux legs et demande que soit construit un hôpital sur la rive gauche de la Seine.
Principaux legs :
- legs aux employés du Bon Marché selon leur grade et leur ancienneté (entre 16 et 20 millions de francs) ;
- legs pour des institutions d'aide aux jeunes ouvriers (l'Œuvre de Saint-Nicolas, l'Internat professionnel, l'Association des jeunes économes) ;
- legs à des associations de protection des peintres et des hommes de lettres ;
- legs aux bureaux de bienfaisance de Verjux (village natal de Marguerite) et Bellême (pays natal d'Aristide Boucicaut) ;
- legs aux principaux cultes : 300 000 francs à l'archevêque catholique de Paris, 100 000 au Consistoire des Églises reformées, 100 000 au grand rabbin de France ;
- legs de ses tableaux aux musées du Louvre et du Luxembourg, par exemple un tableau de Gustave Courbet Le Chevreuil chassé aux écoutes, printemps 1867, aujourd'hui au musée d'Orsay[b] ou Souvenir d'Ezneh, dit aussi Femmes égyptiennes au bord du Nil, d'Eugène Fromentin (musée d'Orsay) ;
- legs de 600 000 francs pour une maison de retraite à Fontenay-aux-Roses :
  - l'importante résidence de campagne (connue sous le nom de « château Boucicaut » et rasée en 1954) où aimait résider Marguerite Boucicaut est aménagée en maison de retraite pour les employés du Bon Marché[20]. Aristide Boucicaut fut aussi membre du conseil municipal de Fontenay-aux-Roses et fut même élu maire en 1871. Cependant, il refusa ce poste, et préféra rester conseiller municipal ;
- legs de 600 000 francs pour le « centre nourricier de Bellême », pays natal d'Aristide Boucicaut :
  - la villa construite par Aristide Boucicaut dans son bourg natal a été donnée à la ville de Bellême pour des œuvres de bienfaisance : la maison Boucicaut était destinée d'une part à hospitaliser huit femmes âgées vivant à Bellême et d'autre part à recevoir des jeunes filles dans un ouvroir externe[21]. L’ouverture de l'établissement Boucicaut de Bellême a lieu en 1903 et un monument honore la mémoire de l'enfant du pays Aristide Boucicaut qui avec sa femme Marguerite bâtit une des plus grandes fortunes de l'époque. Initialement confiée aux Filles de la charité, la maison passe dans les mains de l'administration de l'Assistance publique à Paris en raison des lois sur les congrégations. L'établissement devient alors un centre de placement des enfants en difficultés familiales dans des familles nourricières, on le dénomme alors « centre nourrissier de Bellême » et il est rattaché à partir de 1962 au service d'aide sociale à l'enfance de la ville de Paris[22]. Aristide Boucicaut avait également fait procéder à l'aménagement d'une chapelle funéraire dédiée à sa mère dans l'église de son village natal[23] ;
- legs de 2 615 000 francs pour l'établissement de maisons-refuges pour jeunes mères en difficulté (des « filles-mères ») à Lille (Roubaix), Rouen et Chalon-sur-Saône, « Maisons pour recevoir, au moment de leurs couches les femmes non mariées qui auront eu pour la première fois, le malheur d’être séduites… » :
  - la pouponnière Boucicaut à Roubaix. L'administration de l'Assistance publique, sa légataire universelle, aidée des exécuteurs testamentaires, fait l'acquisition d'un terrain à Roubaix, boulevard de Cambrai et réalise les travaux d'un établissement destiné à accueillir dix « filles-mères » : connu sous la dénomination de « Fondation Boucicaut », le refuge est inauguré le 5 juillet 1897[24]. Il se transformera par la suite en maternité puis en crèche et deviendra « La pouponnière Boucicaut »,
  - de la même façon naît près de Rouen la maternité Boucicaut de Mont-Saint-Aignan, inaugurée en 1898. Elle accueillera plus tard des enfants parisiens convalescents avant de fermer en 1960. Les bâtiments repris par le département sont transformés en maison de retraite en 1963 et rattachés au CHU qui administre le nouvel établissement[25],
  - à Chalon-sur-Saône, le legs Boucicaut permet la construction d'un établissement situé au no 136 de l’avenue Boucicaut : inauguré le 15 février 1898. Il a par la suite été transformé en maternité rattachée au groupe hospitalier de la ville jusqu'en 1998. Aujourd'hui les bâtiments abritent un laboratoire d'analyses médicales ;
- don à l'institut Pasteur : 100 000 francs en plus d'un premier don de 250 000 fait de son vivant en 1886[26]. Un buste de Mme Boucicaut l'honore dans la bibliothèque de l'institut Pasteur parmi les six plus généreux donateurs (avec le tsar Alexandre III pour 98 000 francs, le baron de Rothschild, l'empereur du Brésil Pierre II)[27] ;
- le reste de la fortune a été consacré à l'édification d'un hôpital à Paris : l’hôpital Boucicaut.

La statue qui honore la bienfaitrice porte sur son piédestal l'inscription qui exprime le souhait de Marguerite Boucicaut : « En léguant tout ce qui reste de ma fortune à l’Administration la plus puissante pour assister les malheureux, mon unique pensée a été de venir aussi utilement que possible au secours des souffrants et des misérables ».
L’hôpital Boucicaut fut officiellement inauguré le 1er décembre 1897, trois ans après le début des travaux et l'acquisition des terrains, en présence de Félix Faure. Élevé dans le XVe arrondissement de Paris, 78, rue de la Convention, selon les plans de Legros père et fils, il était constitué de 8 pavillons de deux étages en briques, séparés par des jardins pour éviter la contagion. L'hôpital Boucicaut avait en 1897 une capacité de deux cent six lits dont quelques-uns étaient réservés au personnel du Bon Marché. L'hôpital Boucicaut a été désaffecté en 2000 et les services ont été déplacés à l’Hôpital européen Georges-Pompidou. Le projet urbain de rénovation du secteur a prévu la conservation de certains bâtiments dont la chapelle et le pavillon d'entrée situé au 78 rue de la Convention. Les réhabilitations et les nouvelles constructions doivent répondre à des exigences de développement durable ; agrémenté d'un jardin, le nouvel éco-quartier Boucicaut comprendra des logements (en partie sociaux), des commerces, une pépinière d'entreprises et des équipements collectifs (dont une école, une crèche, un foyer pour personnes handicapées, un centre culturel). Le calendrier prévoit la fin des travaux et des aménagements pour 2015-2016.
- Les dotations de son village natal : Marguerite Boucicaut, née Marguerite Guérin à Verjux, n'a jamais oublié ses origines pauvres et son village natal des bords de Saône.

Elle a doté celui-ci d'une d'école, d'une nouvelle mairie et d'une salle d'asile, et participé à l'entretien de l'église qui reçut de nouvelles cloches. Mais c'est le projet d'un pont sur la Saône qui constitue sa contribution majeure au bien-être des habitants de son village natal et des villages environnants. Arrivée en gare de Gergy, pour inaugurer en 1884 les nouvelles constructions que sa générosité avait permises, Mme Boucicaut eut bien des difficultés à franchir avec le bac la Saône agitée pour rejoindre Verjux. Elle eut alors l'idée de financer la construction d'un pont : un ingénieur des Services des Ponts et Chaussées de Saône-et-Loire, M. Tourtray, établit un projet adoptant « une technique nouvelle alliant la légèreté, l'élégance et la forme, la qualité des matériaux et l'économie. ». Les travaux commencèrent en novembre 1887 peu avant la mort de Mme Boucicaut : il fallut trois ans pour achever le « pont Marguerite-Boucicaut » de 216 mètres, en pierre de Villebois dans le département de l'Ain. Il comportait cinq arches de voûte elliptique d'environ quarante mètres chacune. L'inauguration eut lieu le 24 août 1890. Le coût total du pont s'éleva à plus de 600 000 francs (486 000 francs pour le pont proprement dit et 122 000 francs pour les chemins d'accès et les abords) : les frais furent couverts en quasi-totalité par le legs de Mme Boucicaut qui ne vécut pas assez longtemps pour voir son souhait réalisé. Un monument composé d'une pyramide portant un génie ailé a été élevé à l'entrée du pont à « Madame Boucicaut Femme de Bien ». Il est dû à l'architecte Louis-Hippolyte Boileau qui avait déjà réalisé pour les Boucicaut la décoration de leur maison de Bellême et qui entreprendra plus tard la construction de l'hôtel Lutétia. Le pont devint un point de passage de la ligne de démarcation en 1940 et fut détruit à l'explosif par les Allemands en retraite le 4 septembre 1944. Le bac reprit sa fonction et il fallut attendre les conséquences de la très grande crue de janvier 1955 qui isola le village de Verjux que l'armée dut évacuer pour qu'un nouvel ouvrage soit entrepris : le nouveau pont fut inauguré le 22 septembre 1957.
En 2005, dans le XVe arrondissement de Paris, tout près de l'ancien hôpital, la rue Boucicaut a été renommée rue Marguerite-Boucicaut pour honorer très particulièrement la bienfaitrice.

## Bilan
Marguerite Boucicaut reste comme un modèle entrepreneurial et de générosité unanimement salué. Une phrase de  François Desplantes (Le Livre de mes petites cousines, 1890, page 121) traduit cette admiration générale : « Mme Boucicaut occupera une grande place dans l'histoire commerciale et dans la reconnaissance publique. Sa vie entière est d'ailleurs pour tous un fortifiant et salutaire exemple. ».

## Hommages publics
- Jardin Marguerite-Boucicaut, dans le 15e arrondissement de Paris[36].
- Rue Marguerite-Boucicaut, dans le 15e arrondissement de Paris.
- Square Boucicaut, dans le 7e arrondissement de Paris.
- Avenue Boucicaut, à Chalon-sur-Saône.

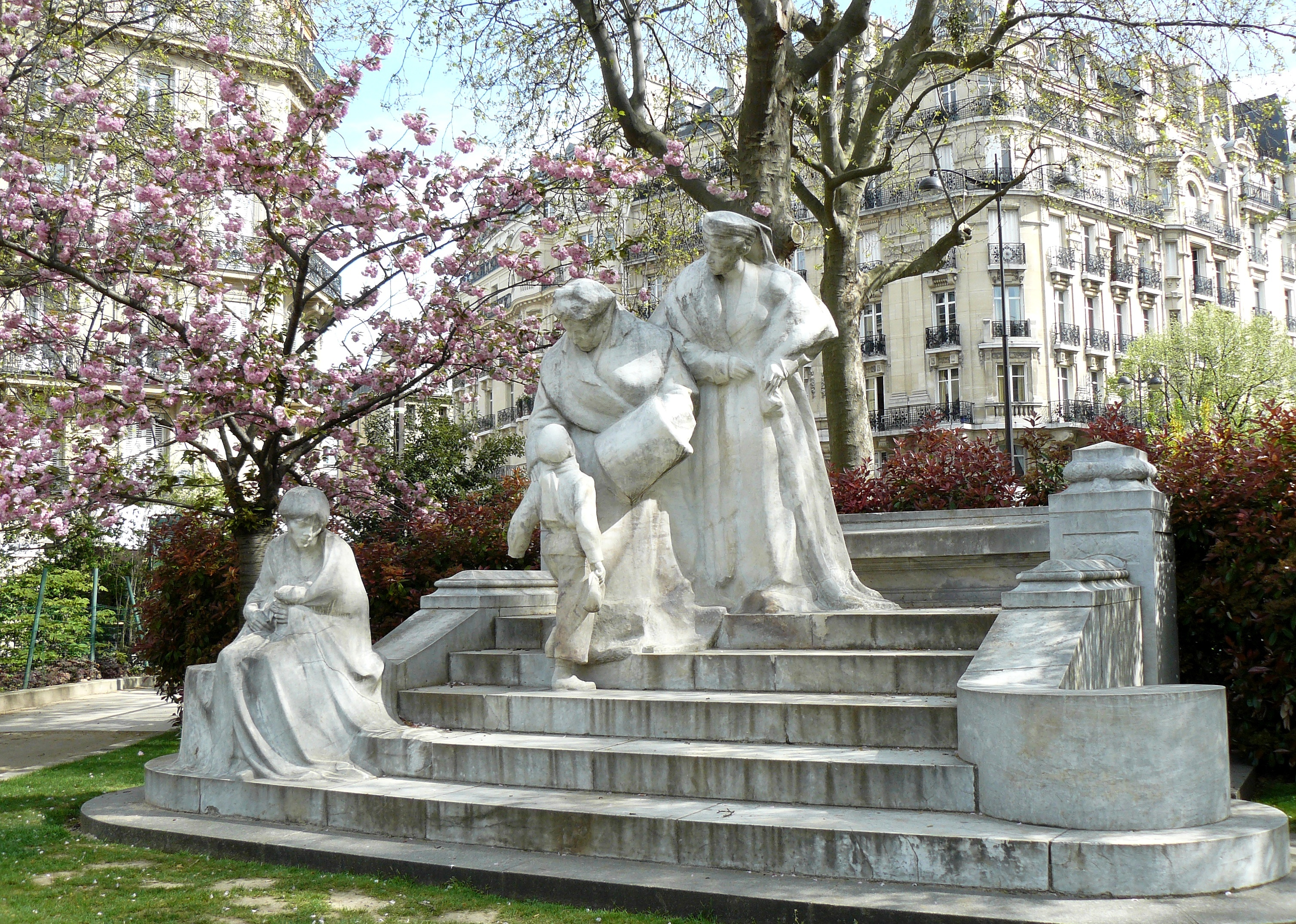
Paul Moreau-Vauthier, Monument à Mme Boucicaut et Mme de Hirsch (1914), square Boucicaut, allée Pierre-Herbart (Paris).
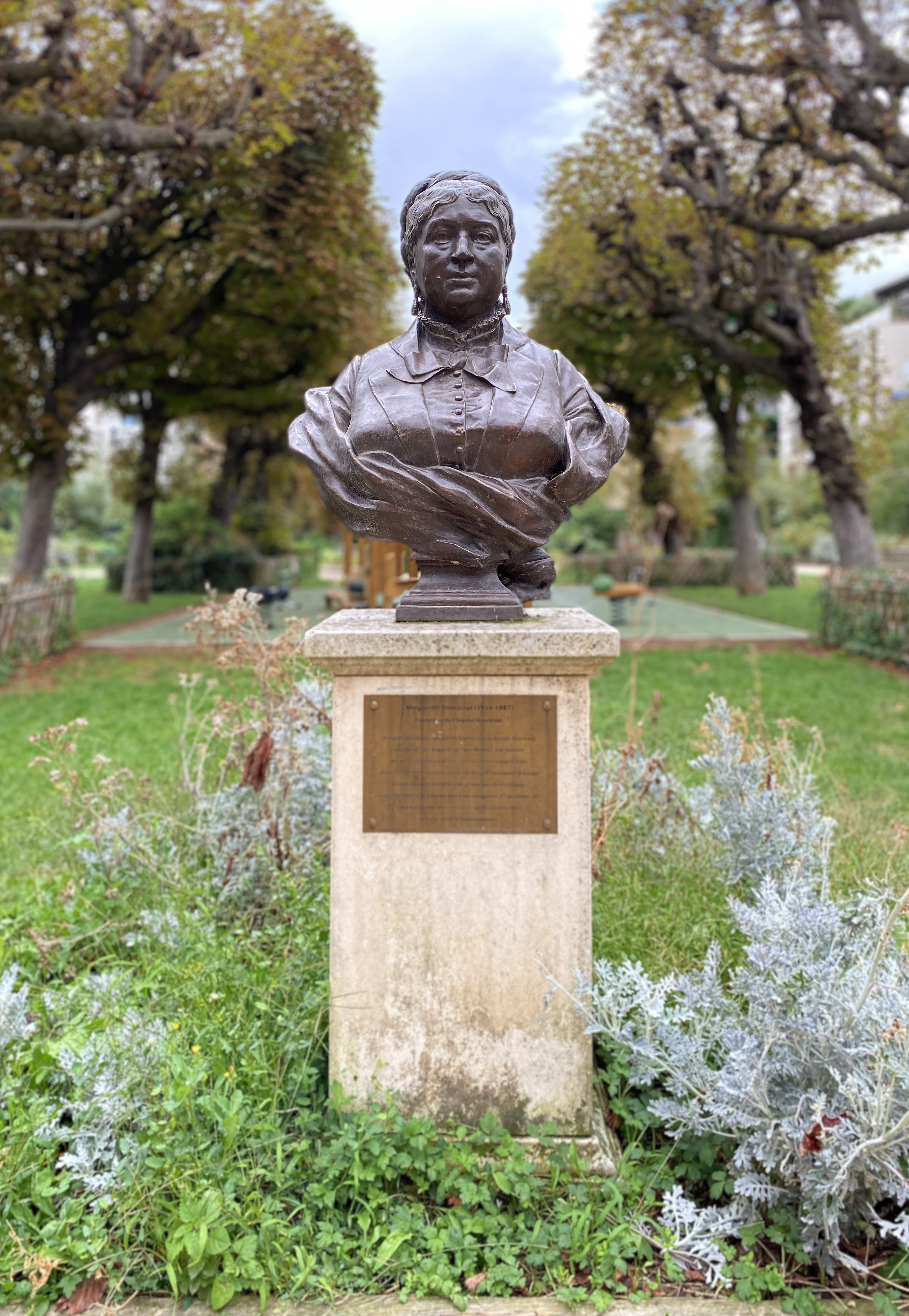
Buste de Marguerite Bouciaut dans le jardin Marguerite-Boucicaut (Paris).
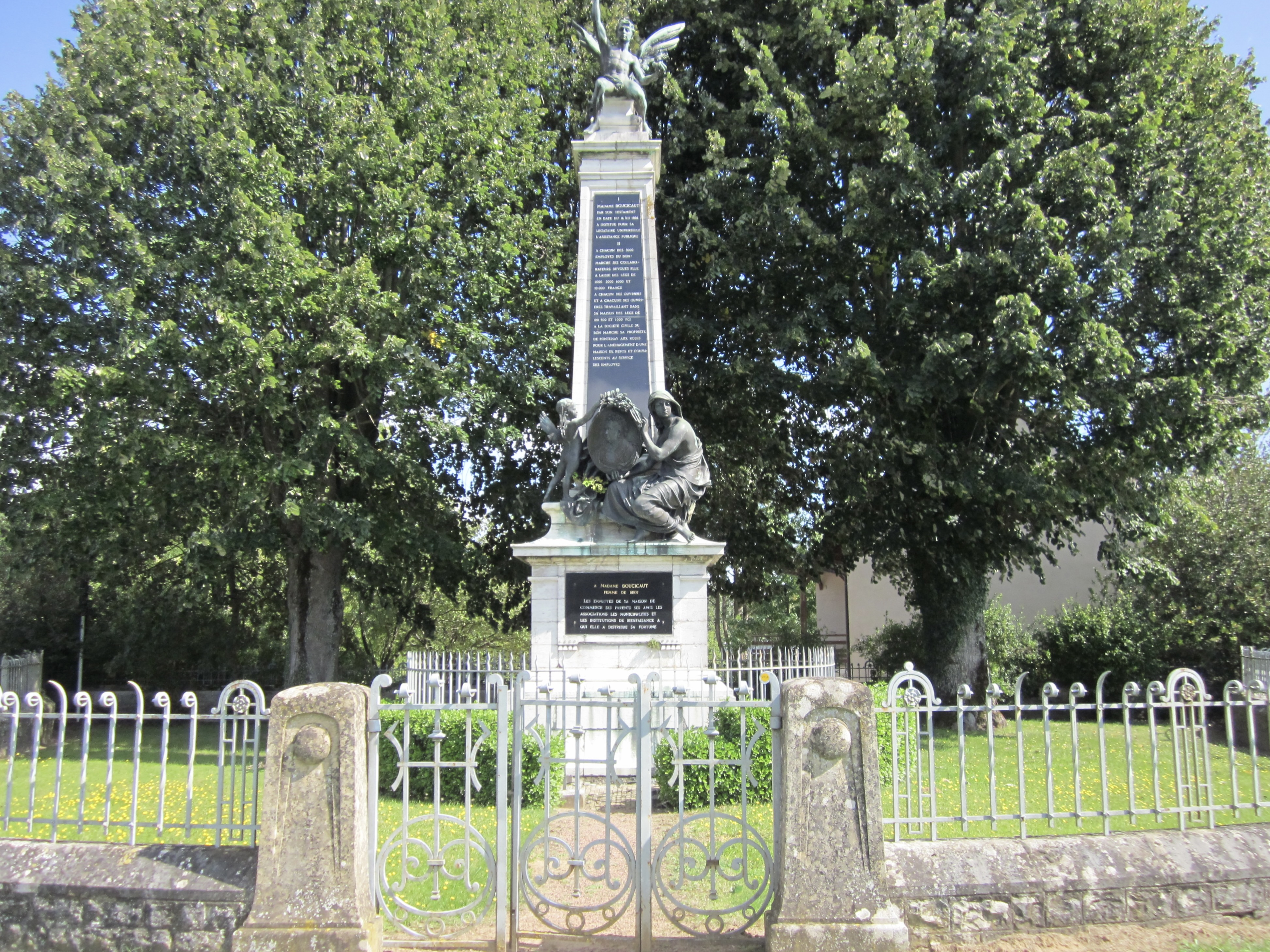
Léon-Auguste Perrey, Monument à Marguerite Boucicaut (1889), Verjux, vue d'ensemble.
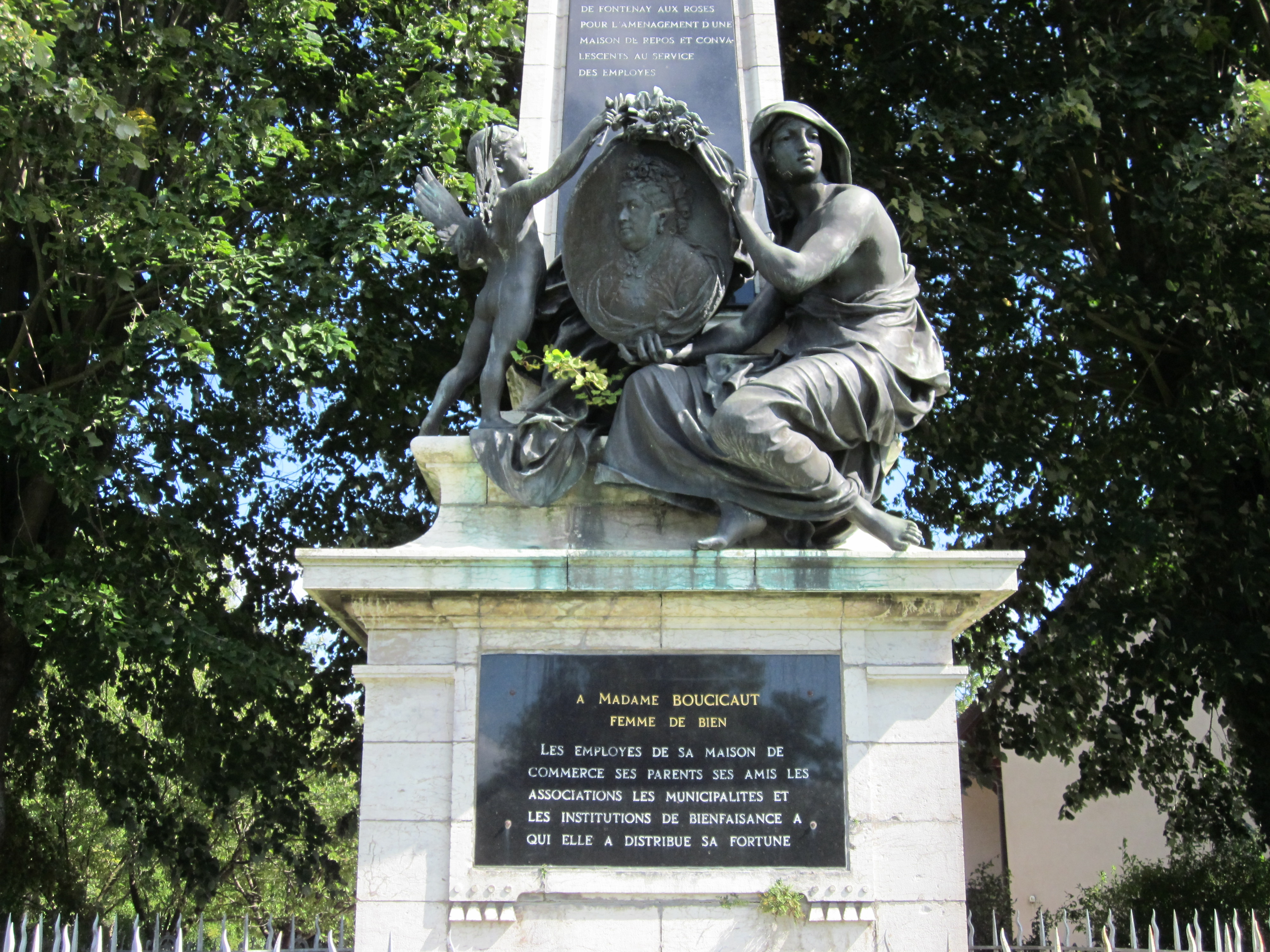
Détail du monument précédent. « Femme de bien ».